# Fruittella

Logo de Fruittella.

Fruittella est une marque de bonbons fabriquée par le groupe italo-néerlandais Perfetti Van Melle. La marque est vendue dans de nombreuses saveurs, comme Fraise et Fruits d'été.
Au Royaume-Uni, Fruittella est connue pour ses publicités contenant la musique I'm Too Sexy de Right Said Fred.

## Historique
Fruittella a été développé en 1951 par un fabricant de confiseries à Cracovie, en Pologne. Les frères Van Melle ont acheté les droits et ont introduit Fruittella en 1951 sur le marché néerlandais[réf. nécessaire].